# Już się anjeli wiesielą

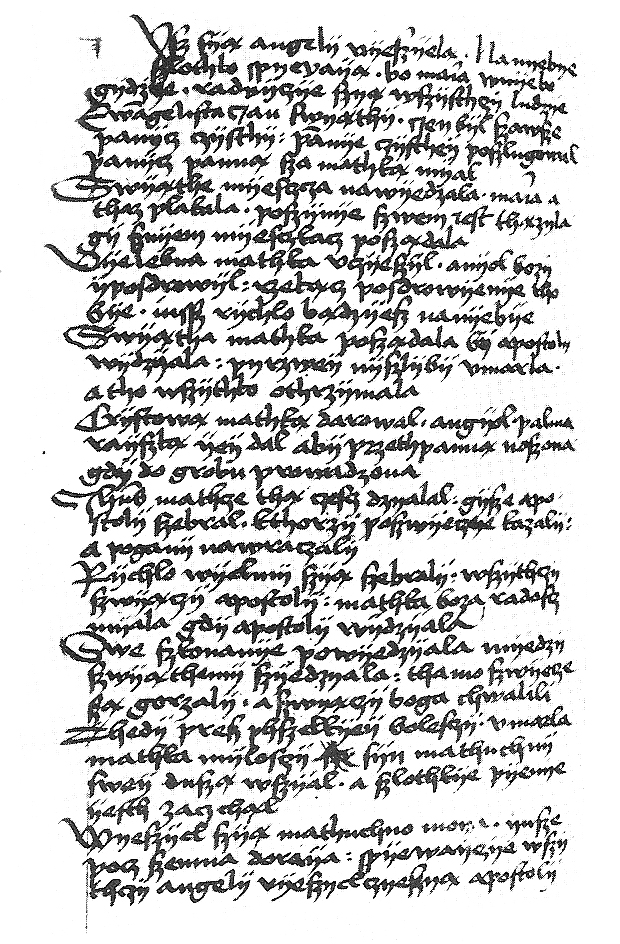
Początek pieśni

Już się anjeli wiesielą – pieśń autorstwa Władysława z Gielniowa, napisana na święto Wniebowzięcia N. M. Panny. Utwór opowiada o losach Marii po śmierci Jezusa, podejmując popularny w średniowieczu (nieujęty w Ewangeliach) temat zaśnięcia i wniebowzięcia matki Chrystusa.

## Zarys treści
Pieśń korzysta ze wzorów fabularnych ukształtowanych przez popularne w średniowieczu utwory z tzw. grupy transitus (przejście, przekroczenie granicy życia). Dzieła te (w tym Złota legenda Jakuba de Voragine) opisywały śmierć Marii i jej wniebowzięcie. Pieśń Władysława z Gielniowa podejmuje temat w czterech segmentach narracyjnych (ukształtowanych przez tradycję utworów z grupy transitus), poprzedzonych wstępem (strofa 1), zamkniętych zakończeniem (strofy 25–26) i przedzielonych odautorską zachętą do pokuty i żalu za grzechy (strofa 18). Segment pierwszy (strofy 2–3) opowiada o życiu Marii po śmierci syna – zamieszkała ona u Jana Ewangelisty, który traktował ją jak matkę i pomagał jej we wszystkim. Ona jednak wciąż tęskniła za synem i odwiedzała miejsca z nim związane. Segment drugi (strofy 4–7) opowiada o przygotowaniach Marii do śmierci, która została jej zapowiedziana przez anioła. Maria umiera bezboleśnie, ciesząc się na rychłe spotkanie z synem. W ostatnich chwilach towarzyszą jej apostołowie, którzy zebrali się przy niej na prośbę Jezusa. Trzeci segment (strofy 7–19) obejmuje opowieść o pojawieniu się Jezusa przy śmierci Matki. Jezus zabiera duszę Marii do nieba i zapowiada swój rychły powrót. Następnie pieśń opisuje przygotowany przez apostołów pogrzeb, zakłócony przez Żydów, domagających się spalenia zwłok. Zostają oni ukarani przez Jezusa ślepotą i uroczystość może być kontynuowana. W segmencie czwartym (strofy 19–24) następuje opowieść o obudzeniu umarłej przez syna i jej wniebowzięciu.

## Forma
Utwór składa się z 26 strof czterowersowych (w sumie 104 wersy), pisana jest ośmiozgłoskowcem. Występują rymy aaab lub aaaa. Imię autora pieśni ujawnia ostatnia część akrostychu, układającego się w: IESVS CRISTWS MARIA LADISLAVS. 

## Dzieje tekstu
Utwór znajduje się w Dziale Dokumentacji Muzeum Narodowego w Warszawie (sygn. 1302). Tekst został odkryty i opublikowany przez Wiesława Wydrę, który również rozszyfrował ukrywający imię autora akrostych.